# Chrám svatého Jiří (Lod)
Chrám svatého Jiří (arabsky كنيسة القديس جيورجوس nebo كنيسة مار جريس, hebrejskyכנגסאסית יהשת ה קוטל הדרקון), v překladu „chrám svatého Jiří drakobijce“) je řecký ortodoxní chrám ve městě  Lodu, na jihovýchodě státu Izrael, se sarkofágem uctívaným jako hrob křesťanského mučedníka svatého Jiří ze 4. století. Stojí v řadové zástavbě s Velkou mešitou, v blízkosti Ben Gurionova letiště v Tel Avivu, asi 20 km od přístavu v Jaffě a km od Jeruzaléma.  

## Historie

### Od raného středověku po mamlúcké období

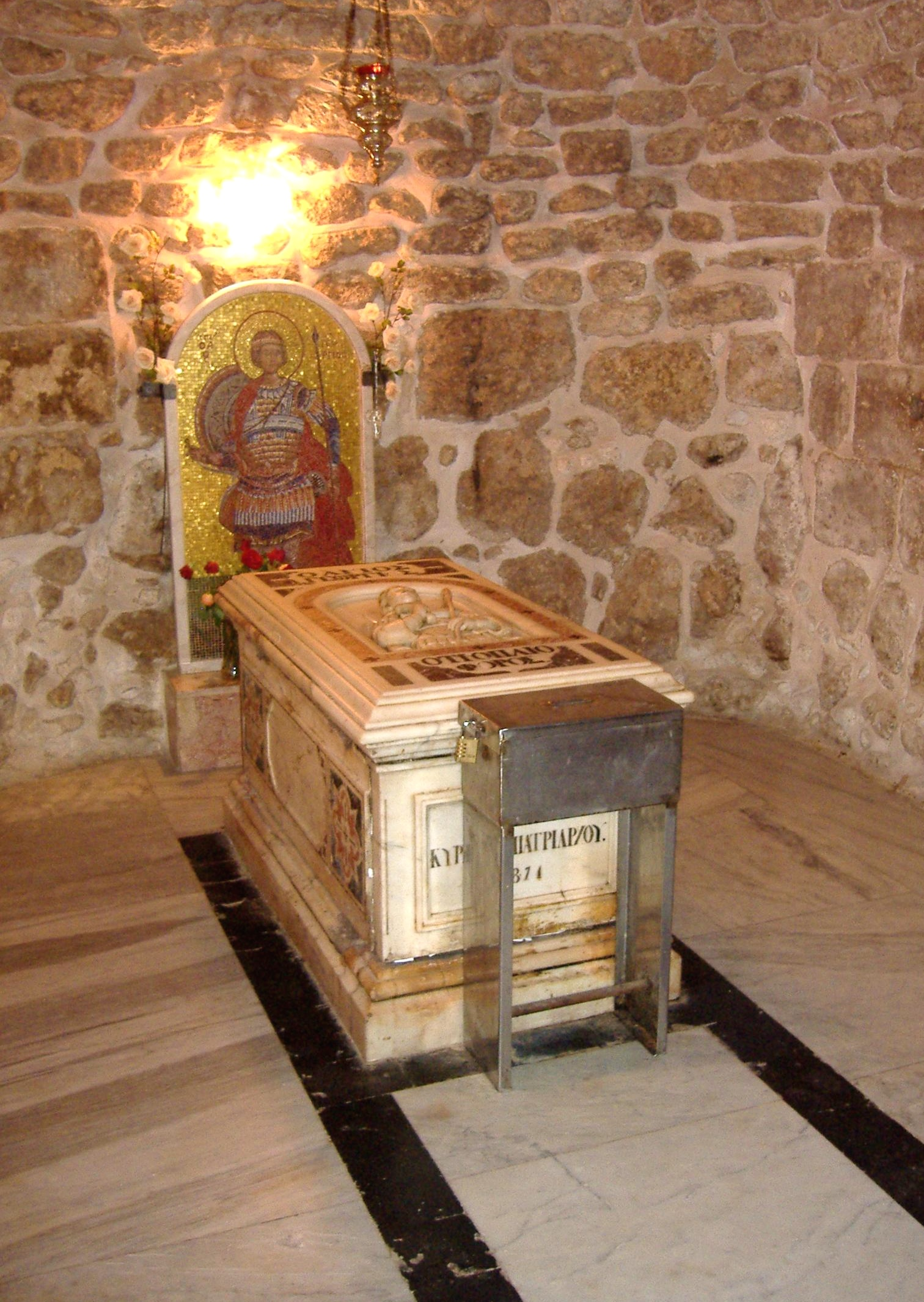
Sarkofág sv. Jiří v kryptě

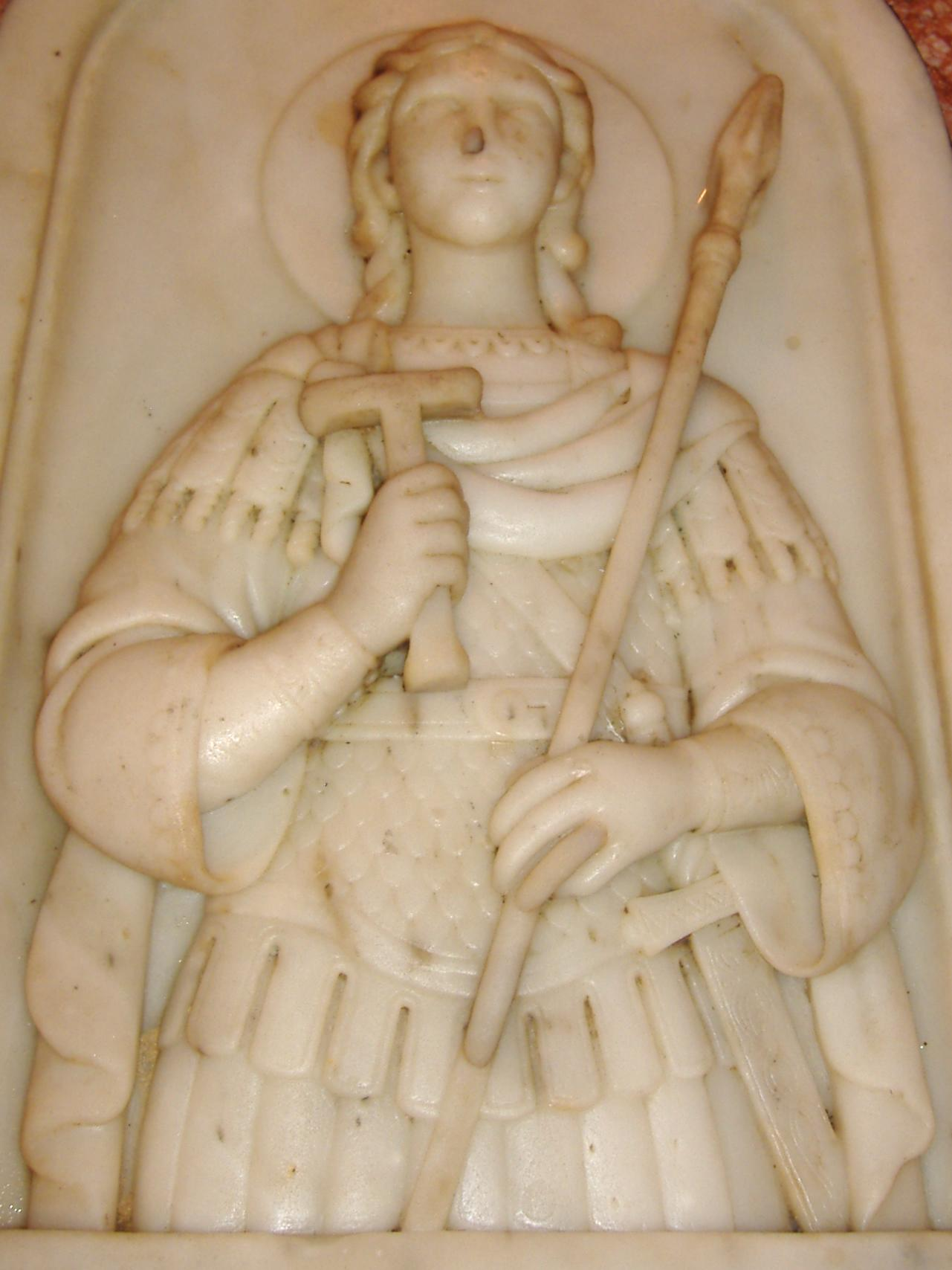
Reliéf na desce sarkofágu

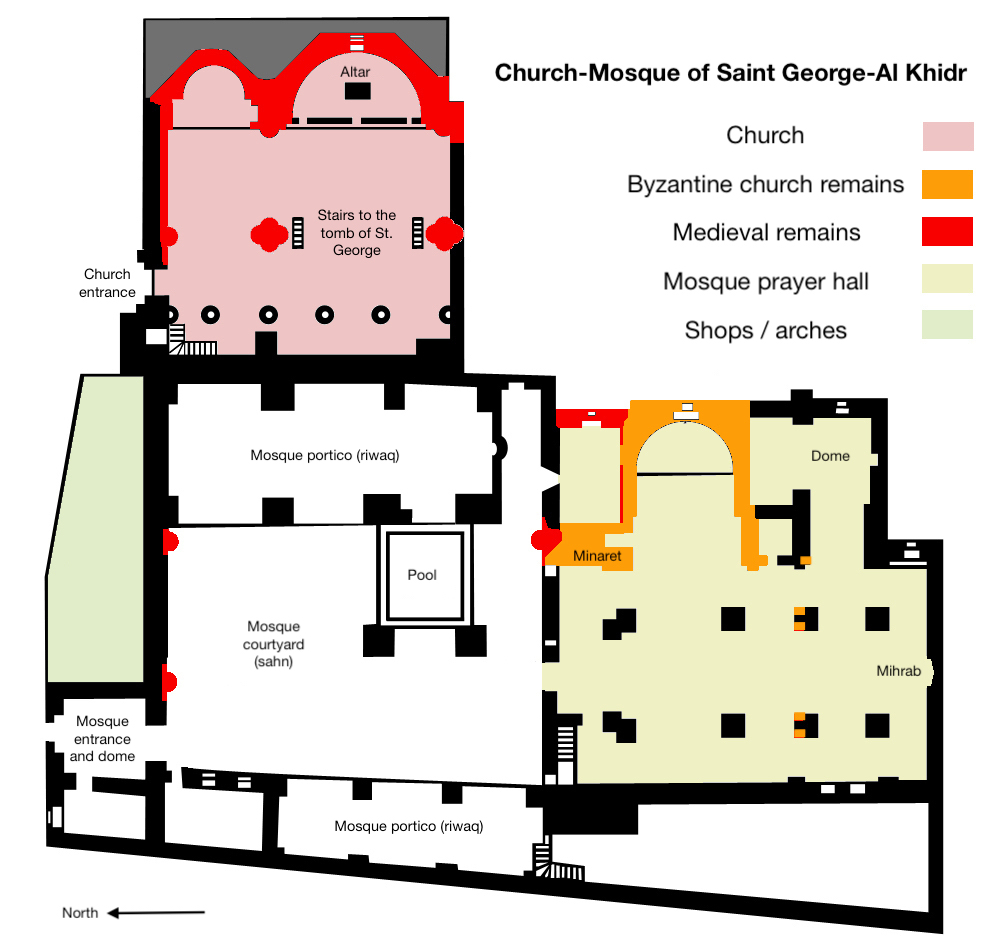
Rekonstrukce půdorysu chrámu a mešity podle Charlese Clermonta Ganneau

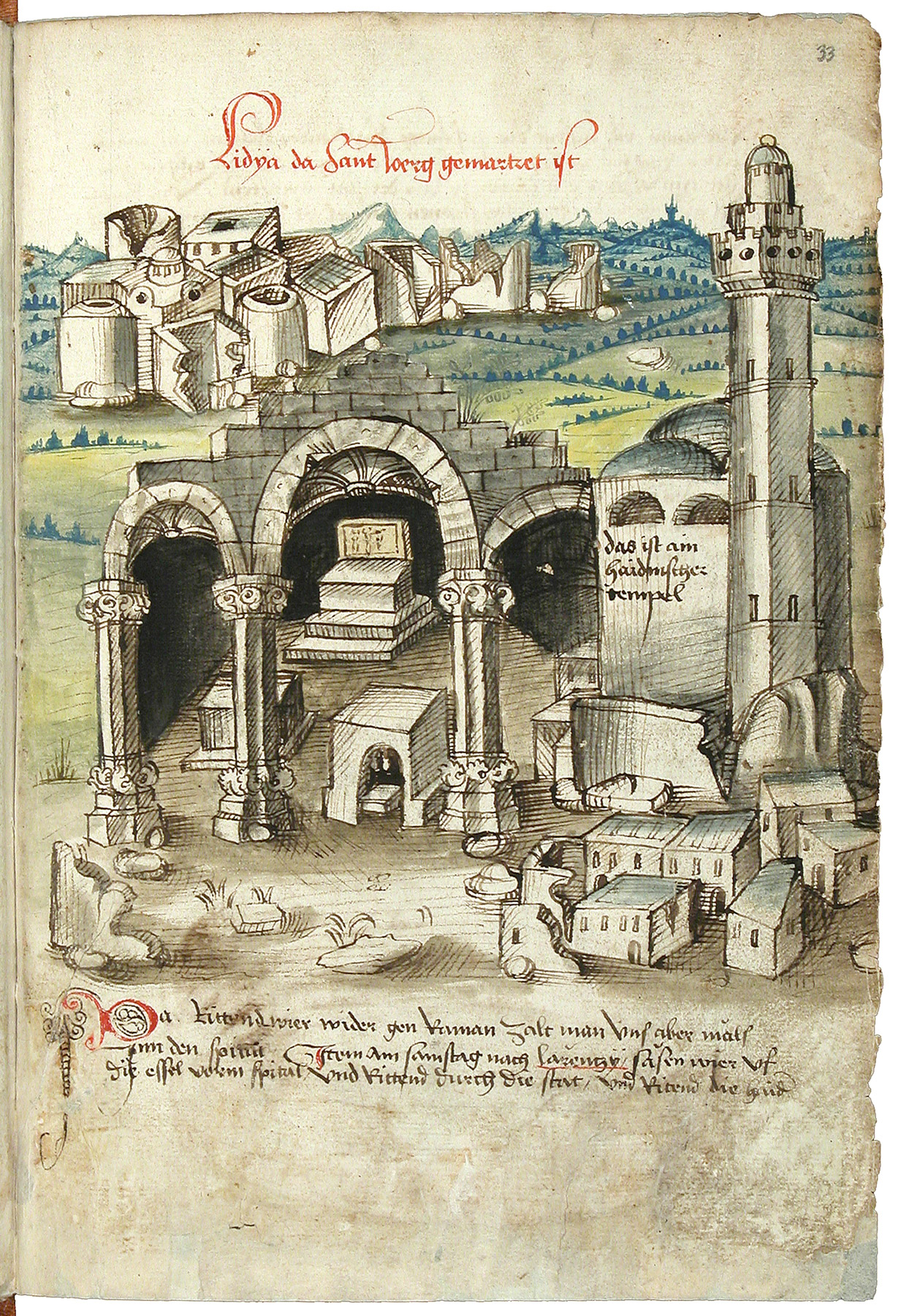
Ruiny a mešita v roce 1487, nakreslil Konrád z Grünenbergu

První chrám v místě existoval již roku 325, kdy se zdejší biskup zúčastnil Nikájského koncilu. Hmotnými prameny doložený chrám založili Byzantinci v 5. století, protože již roku 415 se ve městě řecky zvaném Diaspolos konala synoda. Během 5.-6. století byla postavena trojlodní bazilika s polokruhovými apsidami na východní straně a druhá menší svatyně jihozápadně od velkého chrámu. Město bylo tehdy nazváno řecky Georgiopolis podle svatého Jiří, vojáka Dioklecianovy armády, který se zde měl narodit mezi léty 256-285. O hrobě svatého Jiřího se jako první zmínil poutník Theodosius kolem roku 518; popsal také, že světec byl zabit asi 12 mil odtud na cestě z Emauz do Diospolis a že se nad jeho hrobem dějí zázraky..
 Obě svatyně zničili v roce 614 perští Sasánovci v souvislosti s dobýváním Jeruzaléma.
Křižáci založili roku 1099 katedrálu sv. Jiří na základech byzantského kostela, využili jeho zdivo, stejné vnitřní rozměry 47 metrů na délku a 24 metrů na šířku. Trojlodní bazilika byla rovněž zakončena třemi půlkruhovými apsidami, přičemž druhé z pěti polí tvořil transept. V roce 1177 na město zaútočil oddíl vojska sultána Saladina. Obyvatelé se zachránili útěkem na střechu opevněného kostela, podle toho se usuzuje, byla kamenná.
Když Saladin po bitvě u Hattínu v roce 1187 Palestinu znovu dobyl, dal roku 1191 zbourat jak katedrálu v Lodu, tak blízký křižácký hrad v Ramle. Stav a osudy  chrámu v následujícím období nejsou jasné. Řečtí ortodoxní věřící pravděpodobně nadále užívali stojící východní část chrámu s chórem a hrobem sv. Jiří, možná i s menšími stavbami jihozápadně od zničené katedrály. Richard Lví srdce však žádnou dostavbu nemohl provést. V roce 1266 Lod připadl mamlúckému sultánovi Bajbarsovi. Adrian Boas upozornil na mamlúcký zvyk triumfovat nad křesťany použitím zdiva jejich chrámů na vlastní stavby, jak se to stalo zde proměnou západní části křižáckého chrámu na kongregační mešitu AL-Khadr, o níž nejstarší písemná zmínka pochází z počátku 15. století. Do modlitebny mešity byly začleněny zbytky menší byzantské baziliky jihozápadně od hlavního kostela včetně její apsidy; dosud stojí uvnitř modlitebny mešity sloup, který stával v lodi baziliky a má křesťanský nápis v řečtině.
Severní průčelí mešity směrem do nádvoří využívá jižní zeď křižáckého kostela. Mešita má křížovou klenbu a na východní straně modlitebny pozůstatek byzantské apsidy. 
O mešitě a jejím minaretu napsal švýcarský teolog a poutník Felix Fabri v 80. letech 14. století obdivnou referenci: 
 "Zbytek chrámu byl od chóru oddělen zdí a z té jeho části udělali krásnou mešitu na počest Mohameda a ozdobili ji vysokou věží. Otevřenými dveřmi jsme mohli vidět do nádvoří mešity i do mešity samotné a bylo to jako ráj čistoty a krásy.“

### Od 19. století do současnosti
Nynější chrám sv. Jiří stojí v severovýchodním koutě původního místa. Řecký ortodoxní patriarchát Jeruzaléma dostal k jeho dostavbě na středověkých ruinách povolení od osmanských úřadů až koncem v 60. let 19. století. Po archeologickém a stavebně historickém průzkumu z let 1870-1874 byl nový chrám postaven na základech křižácké stavby ze 12. století. Zaujímal ovšem jen východní část jeho hlavní lodi a severní uličku, odpovídající dvěma apsidám původní stavby. Osmanské úřady totiž nařídily, že chrám musí respektovat nádvoří mešity, které celé původně zaujímala jižní část křižáckého chrámu.
Ve středověké kryptě stojí sarkofág z bílého mramoru, uctívaný jako symbolický hrob svatého Jiří.  

## Pohledy z let 1714-2022

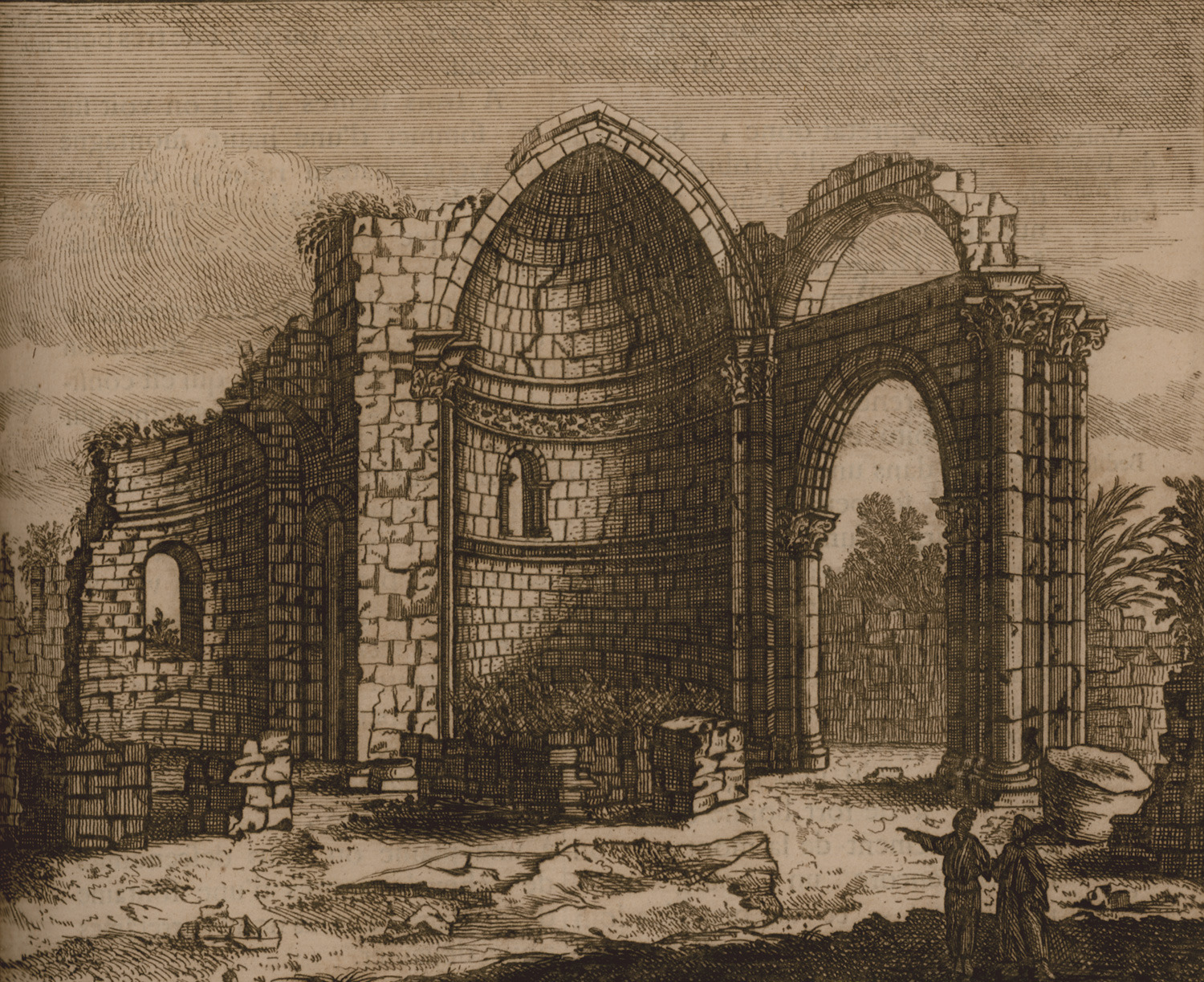
Cornelis de Bruijn (1714)
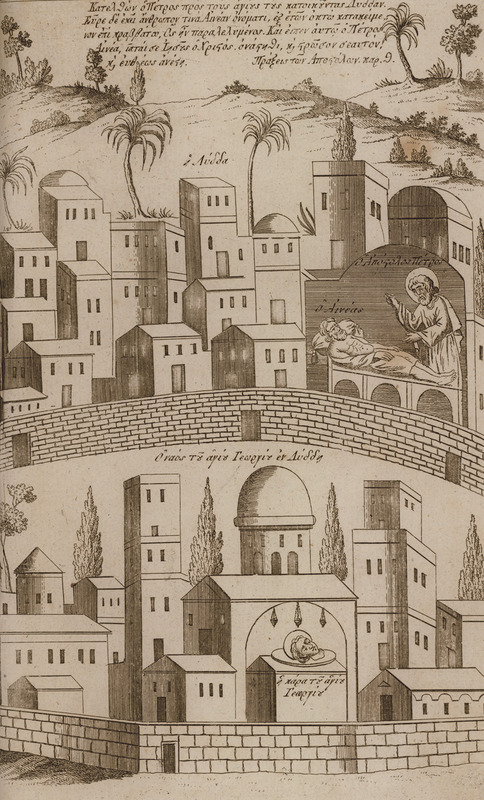
(1807)
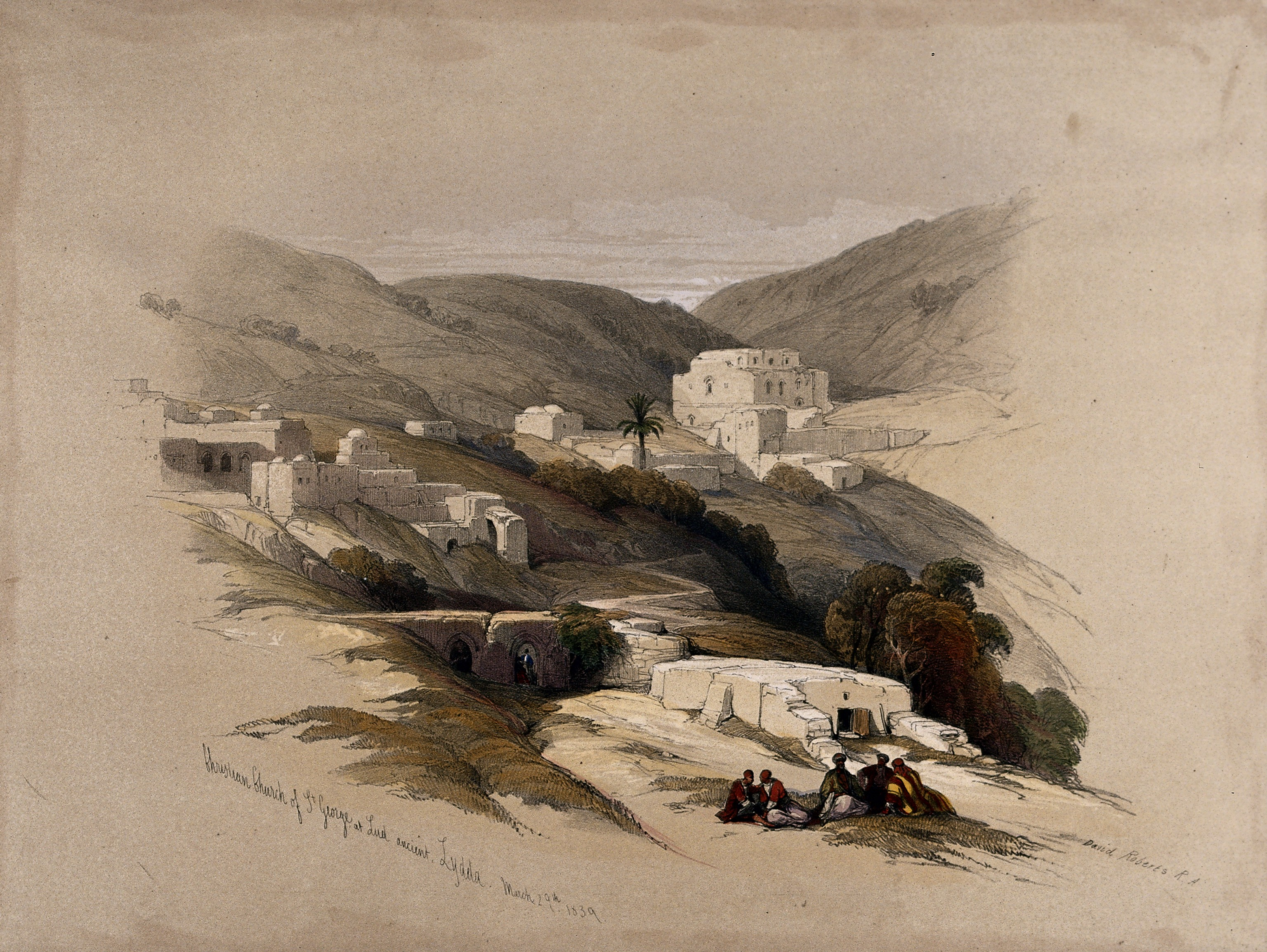
David Roberts:Lod (1839)
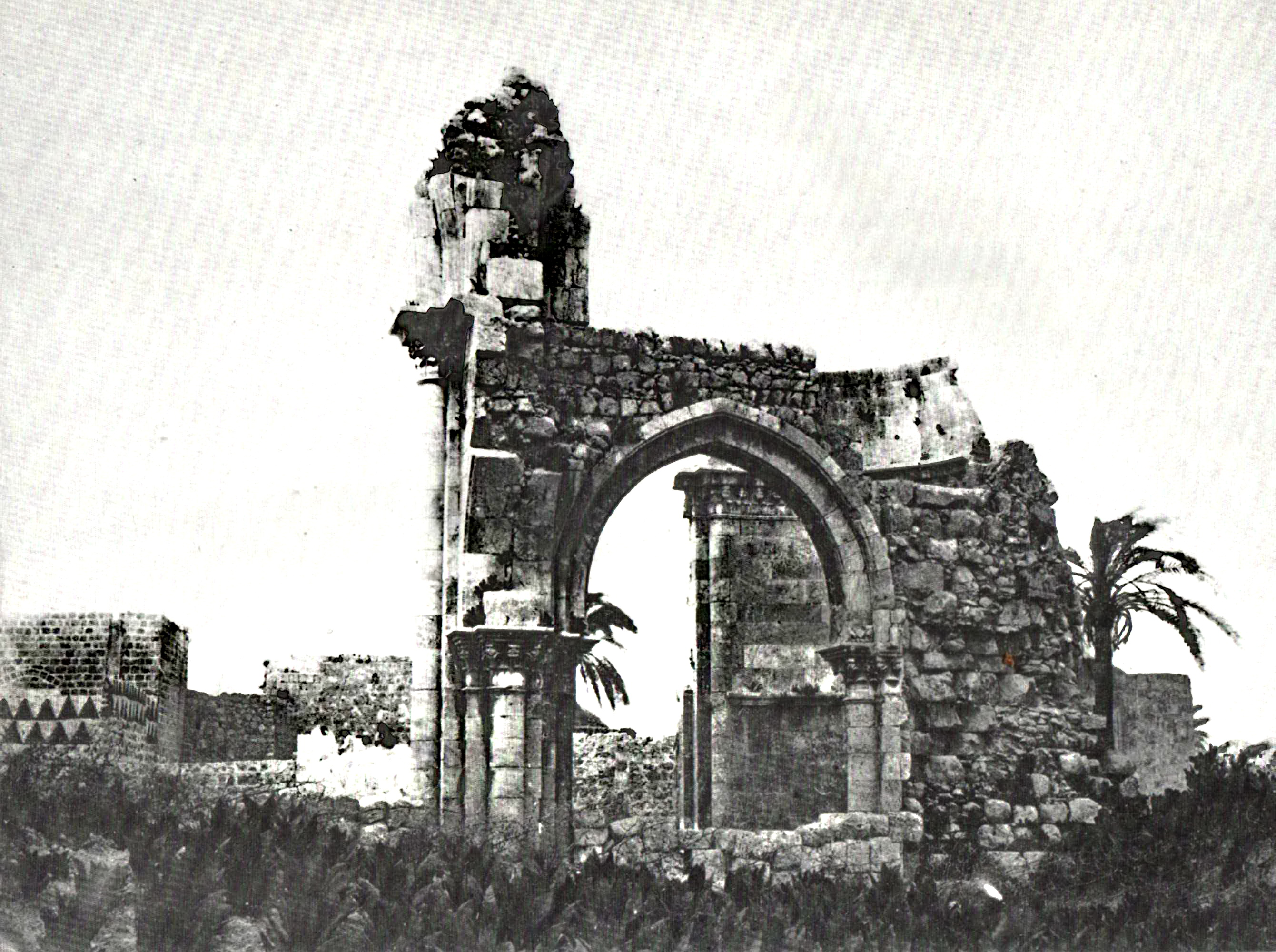
Pohled od jihu (1866)
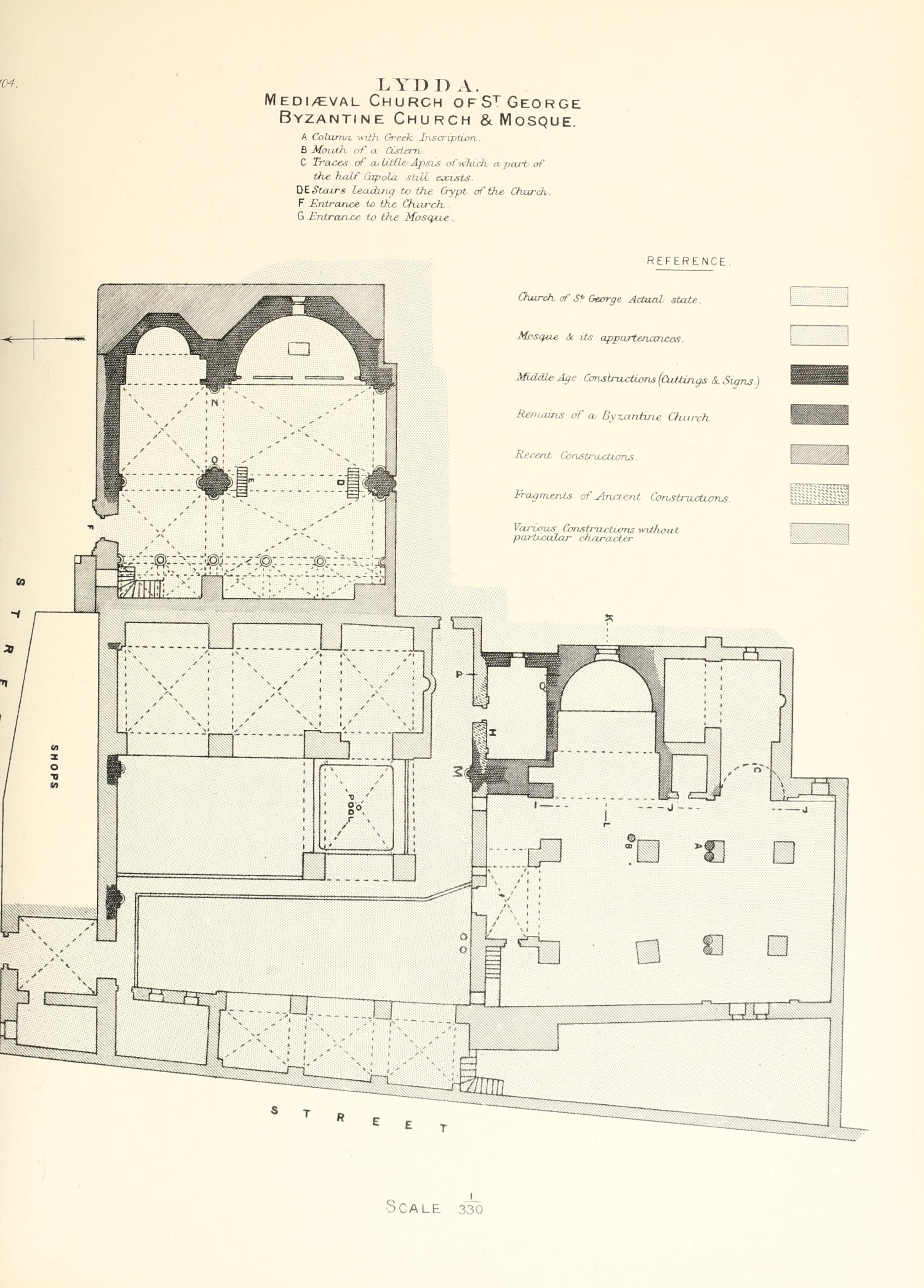
Archeologie (1874)
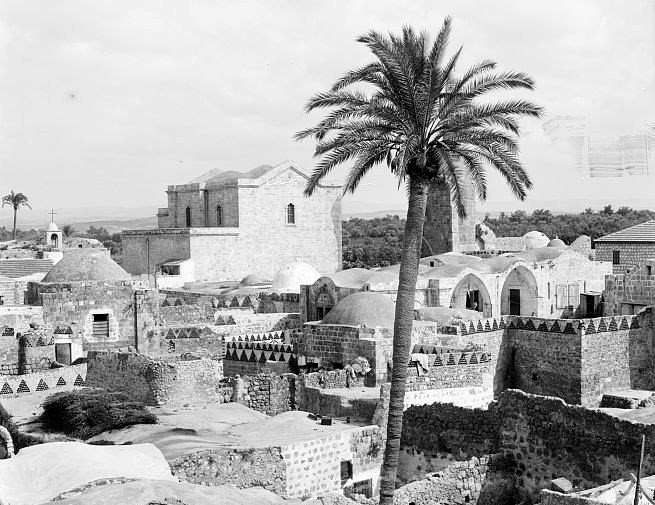
(cca 1920)
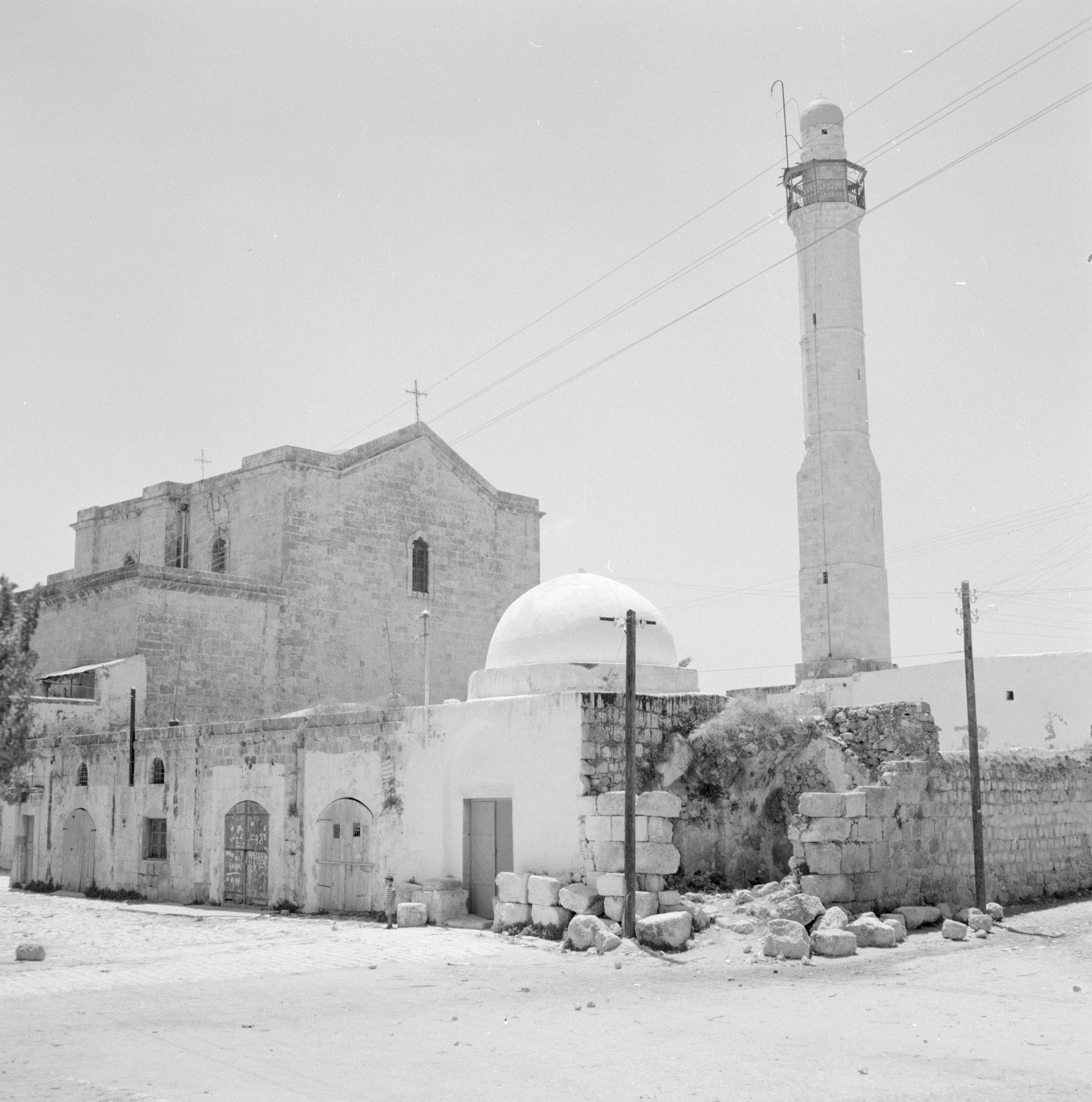
(1948-49)
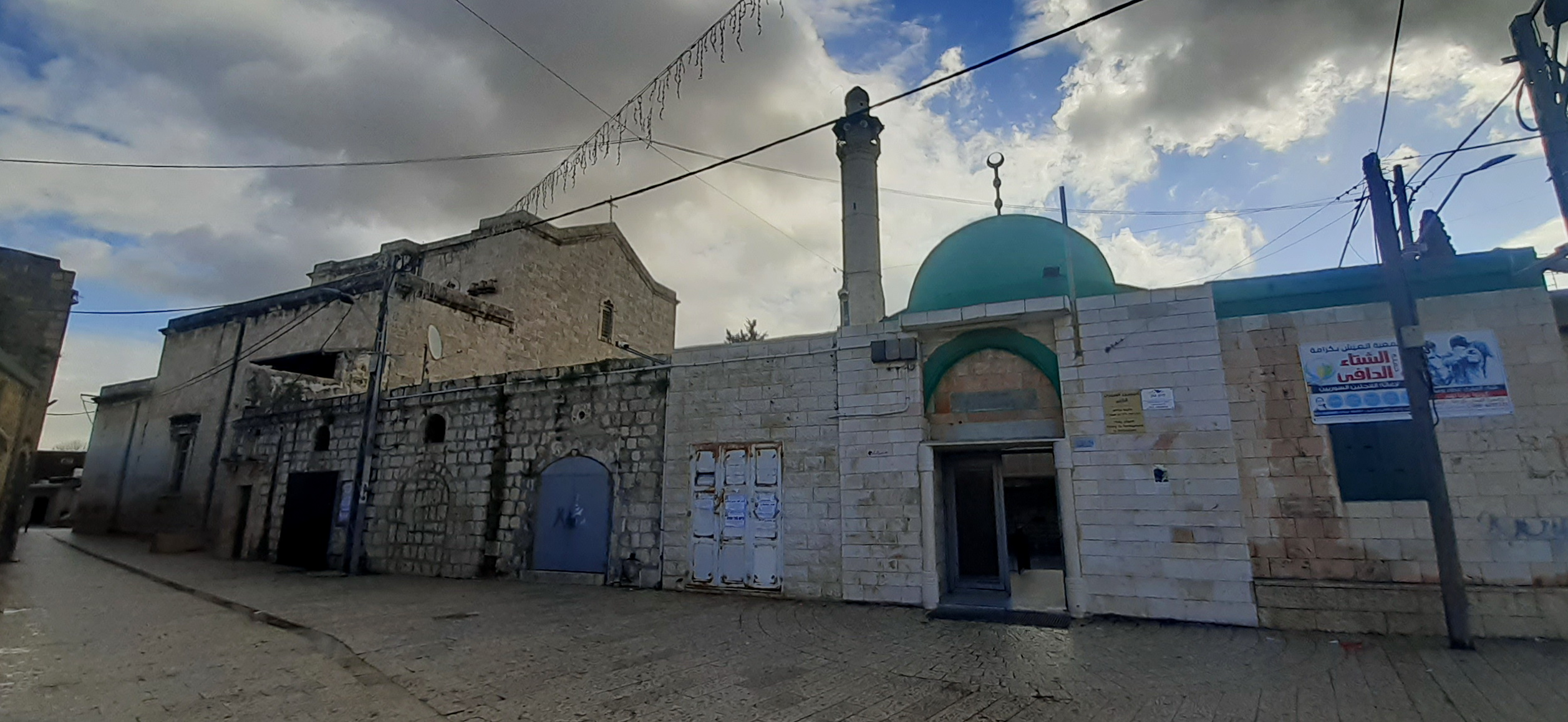
(2022)
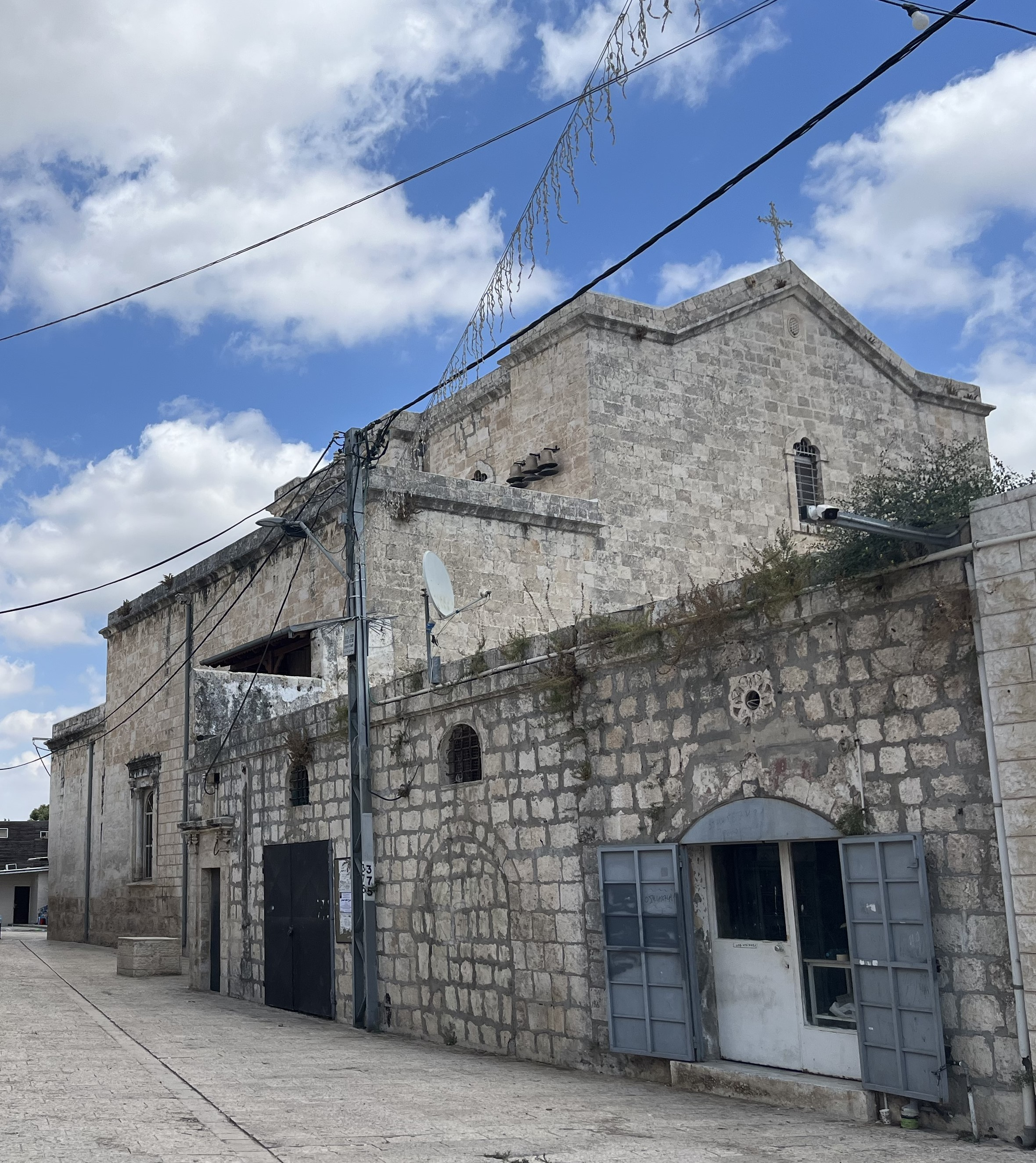
Zdi ze středověkých kvádrů
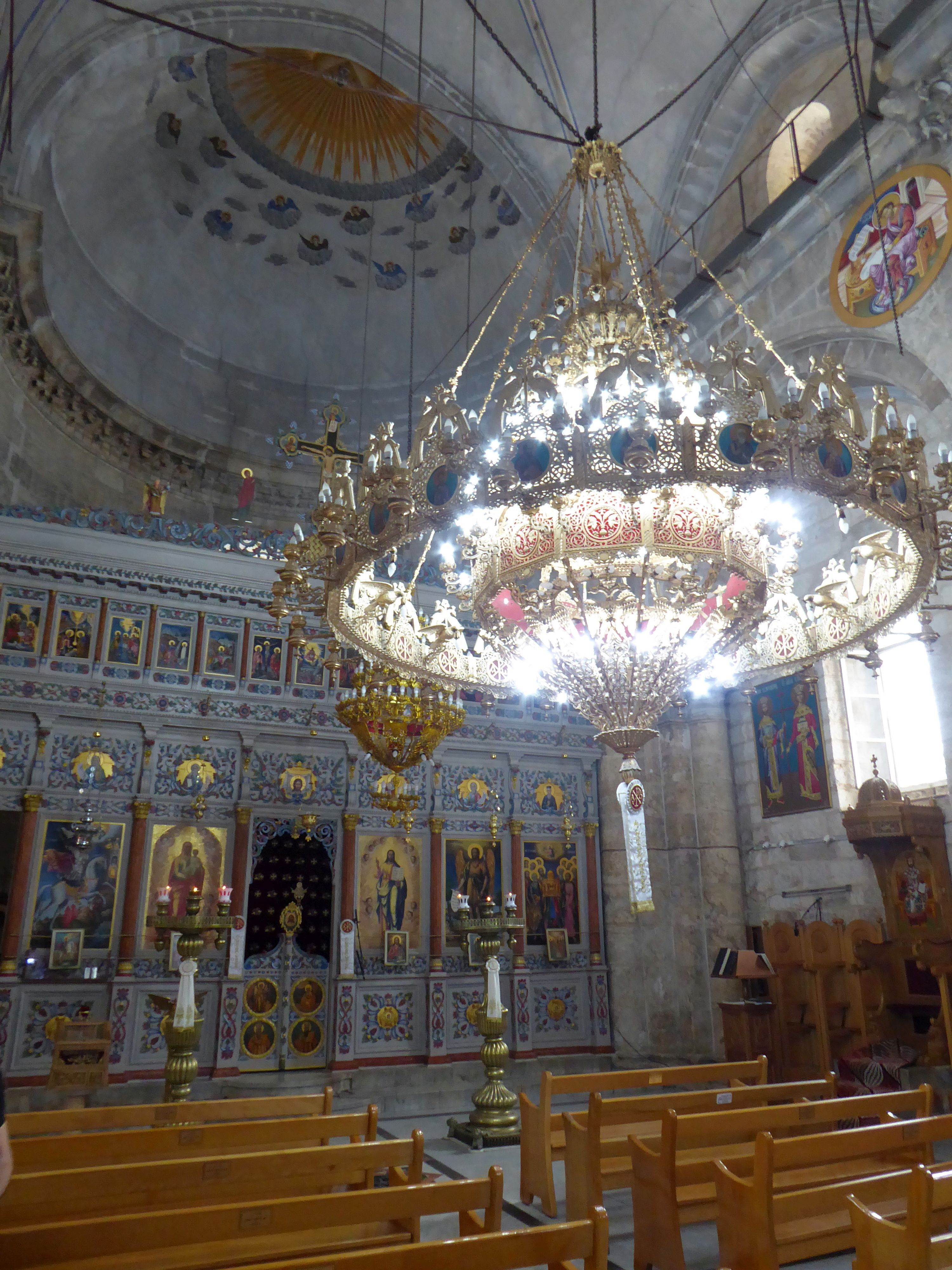
Ikonostas a lustr chrámu